# Complemento ortogonal
Em matemática, nas áreas de álgebra linear e de análise funcional, o complemento ortogonal de um subespaço W de um espaço vetorial V equipado com uma forma bilinear B é o conjunto W⊥ de todos os vetores de V que são ortogonais a todo vetor de W. Ele é um subespaço de V.

## Exemplo
No caso em que W é o subespaço de {\displaystyle V=\mathbb {R} ^{5}} (com o produto escalar usual) gerado pelas linhas da matriz
{\displaystyle {\begin{pmatrix}{\begin{array}{c c  }1&0\\0&1\\\end{array}}&{\begin{array}{c c c  }2&3&5\\\hline 6&9&3\\\hline \end{array}}\end{pmatrix}}}
o seu complemento ortogonal W⊥ é gerado pelos três vetores linha de
{\displaystyle {\begin{pmatrix}{\begin{array}{c|c|}-2&-6\\-3&-9\\-5&-3\\\end{array}}&{\begin{array}{c c c}1&0&0\\0&1&0\\0&0&1\\\end{array}}\end{pmatrix}}.}
O fato de que a cada vetor na primeira lista é ortogonal a todo vetor na segunda lista pode ser verificado por cálculo direto. O fato de que os gerados por esses vetores são ortogonais segue, então, da bilinearidade do produto escalar. Finalmente, o fato de que estes espaços são complementos ortogonais seguem das relações entre as dimensões dadas abaixo.

## Formas bilineares gerais
Seja {\displaystyle V} um espaço vetorial sobre um corpo {\displaystyle F} equipado com uma forma bilinear {\displaystyle B.} Um vetor {\displaystyle u} é dito ortogonal à esquerda de {\displaystyle v,} e {\displaystyle v} é dito ortogonal à direita de {\displaystyle u,} quando {\displaystyle B(u,v)=0.} Para um subconjunto {\displaystyle W} de {\displaystyle V,} define-se o complemento ortogonal à esquerda {\displaystyle W^{\bot }} como sendo
{\displaystyle W^{\bot }=\left\{x\in V:B(x,y)=0{\mbox{ para todo }}y\in W\right\}.}
Há uma definição correspondente para o complemento ortogonal à direita. Para uma forma bilinear reflexiva, em que {\displaystyle B(u,v)=0} implica {\displaystyle B(v,u)=0} para quaisquer {\displaystyle u} e {\displaystyle v} em {\displaystyle V,} os complementos à esquerda e à direita coincidem. Este será o caso se {\displaystyle B} é uma forma simétrica ou alternada.
A definição se estende a uma forma bilinear sobre um módulo livre sobre um anel comutativo, e a uma forma sesquilinear estendida para incluir qualquer módulo livre sobre um anel comutativo com conjugação.

### Propriedades
- Um complemento ortogonal é um subespaço de {\displaystyle V;}
- Se {\displaystyle X\subset Y}, então {\displaystyle X^{\bot }\supset Y^{\bot }};
- O radical {\displaystyle V^{\bot }} de {\displaystyle V} é um subespaço de cada complemento ortogonal;
- {\displaystyle W\subset (W^{\bot })^{\bot };}
- Se {\displaystyle B} é não-degenerada e {\displaystyle V} tem dimensão finita, então {\displaystyle \dim(W)+\dim(W^{\bot })=\dim V.}
- Se {\displaystyle L_{1},L_{2},\ldots ,L_{r}} são subespaços de um espaço {\displaystyle V}de dimensão finita e {\displaystyle L_{*}=L_{1}\cap L_{2}\cap \ldots \cap L_{r}}e , em seguida, {\displaystyle L_{*}^{\bot }=L_{1}^{\bot }+L_{2}^{\bot }+\ldots +L_{r}^{\bot }.}

## Espaços com produto interno
Esta seção considera complementos  ortogonais em espaços com produto interno.

### Propriedades
O complemento ortogonal é sempre fechado na topologia métrica. Em espaços de dimensão finita, isso só um exemplo do fato de que todos os subespaços de um espaço vetorial são fechados. Em espaços de Hilbert de dimensão infinita, alguns subespaços não são fechados, mas todos os complementos ortogonais são fechados. Em tais espaços, o complemento ortogonal do complemento ortogonal de {\displaystyle W} é o fecho de {\displaystyle W,} isto é,
{\displaystyle (W^{\bot })^{\bot }={\overline {W}}.}
Algumas outras propriedades úteis que sempre valem são as seguintes. Seja {\displaystyle H} um espaço de Hilbert e sejam {\displaystyle X} e {\displaystyle Y} dois de seus subespaços vetoriais. Então:
- {\displaystyle X^{\bot }={\overline {X}}^{\bot };}
- se {\displaystyle Y\subset X,} então {\displaystyle X^{\bot }\subset Y^{\bot }};
- {\displaystyle X\cap X^{\bot }=\{0\};}
- {\displaystyle X\subseteq (X^{\bot })^{\bot };}
- se {\displaystyle X} é um subespaço vetorial fechado de {\displaystyle H,} então {\displaystyle (X^{\bot })^{\bot }=X};
- se {\displaystyle X} é um subespaço vetorial fechado de {\displaystyle H,} então {\displaystyle H=X\oplus X^{\bot }}, a soma direta (interna).

O complemento ortogonal pode ser generalizado para o conceito de anulador, e dá uma conexão de Galois sobre subconjuntos do espaço com produto interno, com o operador de fechamento associado o fecho topológico do gerado.

### Dimensão finita
Para um espaço com produto interno de dimensão finita n, o complemento ortogonal de um subespaço de dimensão k é um subespaço de dimensão (n − k), e o duplo complemento ortogonal é o subespaço original:
{\displaystyle (W^{\perp })^{\perp }=W.}
Se A é uma matriz de ordem m × n, e as notações Row A, Col A, e Null A se referem ao espaço linha, espaço coluna, e espaço nulo de A (respectivamente), tem-se
{\displaystyle ({\text{Row}}\ A)^{\perp }={\text{Null}}\ A.}
{\displaystyle ({\text{Col}}\ A)^{\perp }={\text{Null}}\ A^{T}.}

## Espaços de Banach
Há um análogo natural dessa noção em espaços de Banach em geral. Neste caso, define-se um complemento ortogonal de W como sendo um subespaço do dual de V definido de forma similar ao anulador
{\displaystyle W^{\bot }=\left\{\,x\in V^{*}:\forall y\in W,x(y)=0\,\right\}.}
Ele sempre é um subespaço fechado de V∗. Também há um análogo da propriedade do duplo complementar. Agora, W⊥⊥ é um subespaço de V∗∗ (que não é idêntico a V). No entanto, em espaços reflexivos há um isomorfismo natural i entre V e V∗∗. Neste caso, tem-se
{\displaystyle i{\overline {W}}=W^{\bot \,\bot }.}
Isso é uma simples consequência do teorema de Hahn–Banach.

## Aplicações
Na relatividade especial o complemento ortogonal é usado para determinar o hiperplano simultâneo em um ponto de uma linha de universo. A forma bilinear η usada no espaço de Minkowski determina um espaço pseudo-Euclidiano de eventos. A origem e todos os eventos sobre o cone de luz são auto-ortogonais. Quando a forma bilinear assume valor zero em um evento de tempo e um evento de espaço, eles são hiperbólica-ortogonais. Esta terminologia deriva do uso de duas hipérboles conjugadas no plano pseudo-Euclidiano: os diâmetros conjugados dessas hipérboles são hiperbólica-ortogonais.